# Характеристика (филм)
„Характеристика“ е български игрален филм (драма) от 1985 година на режисьора Христо Христов, по сценарий на Александър Томов. Оператор е Атанас Тасев. Създаден е по новелата „Характеристика за чужбина“ на Александър Томов. Музиката във филма е композирана от Виктор Чучков.

## Сюжет
Бригадирът на таксиметрова служба Иван Палиев отказва да даде положителна характеристика на своя колега Ицето, който иска да се премести в международния транспорт, но е сред най-недисциплинираните шофьори в бригадата. Използвайки своите връзки, Ицето започва да отмъщава на Палиев. В историята са замесени и други хора. Някои се страхуват от колегата си и предпочитат да мълчат, но се намират и такива, които са готови да пожертват своето спокойствие и да застанат на страната на правдата. В крайна сметка справедливостта възтържествува и всеки си получава заслуженото.

## Награди
- Специална награда на Съюза на кинематографистите в СССР, Наградата на комитета на младежките организации на МКФ (Москва, СССР, 1985).
- Първа награда на ФБИФ (Варна, 1986).
- Наградата за мъжка роля на Ивайло Герасков на ФБИФ (Варна '86).

## Актьорски състав
- Ивайло Герасков – Палиев
- Ицхак Финци – Пенчев
- Лиляна Ковачева – Черното Мери
- Жорета Николова – Лиляна
- Атанас Атанасов – Ицето
- Пламен Сираков – Пецата
- Васил Михайлов – Крушев
- Георги Калоянчев – бай Луко
- Хенриета Василева
- Борис Викторов
- Сотир Майноловски
- Георги Кишкилов
- Александър Балабанов
- Велизар Колев
- Ангел Митев
- Стоян Павлов
- Димитрина Савова
- Георги Русев
- Мартина Вачкова – Седефчето